# Norovce
Norovce es un municipio del distrito de Topoľčany en la región de Nitra, Eslovaquia, con una población estimada a final del año 2024 de 314 habitantes.
Se encuentra ubicado al norte de la región, cerca del río Nitra (cuenca hidrográfica del Danubio) y de la frontera con las regiones de Trnava y Trenčín.

## Demografía
| Año        | 1994 | 2004    | 2014    | 2024    |
| ---------- | ---- | ------- | ------- | ------- |
| Población  | 365  | 332     | 321     | 314     |
| Diferencia |      | −9,04 % | −3,31 % | −2,18 % |

| Año        | 2023 | 2024    |
| ---------- | ---- | ------- |
| Población  | 323  | 314     |
| Diferencia |      | −2,78 % |